# گرونتوویتسه
گرونتوویتسه (به لهستانی:  Gruntowice) یک روستا در لهستان است که در گمینا داماسواوک واقع شده‌است.